# Carrier sense multiple access
En telecomunicaciones,  Acceso Múltiple con Escucha de Señal Portadora (Carrier-Sense Multiple Access o CSMA por sus siglas en inglés) es un protocolo de control de acceso al medio en el cual un nodo verifica la ausencia de tráfico antes de transmitir en un medio compartido como un canal electrónico o una banda de espectro electromagnético.
Un transmisor intenta determinar si existe otra transmisión en progreso antes de iniciar una transmisión usando un mecanismo de escucha de señal portadora. Intenta detectar la presencia de una señal portadora de otro nodo antes de intentar transmitir. Si una señal es detectada, el nodo espera a que la transmisión en progreso finalice antes de iniciar su propia transmisión. Usando CSMA, múltiples nodos pueden enviar y recibir por el mismo medio. Transmisiones de un nodo son generalmente recibidas por todos los otros nodos conectados al medio. 
Distintas variaciones de CSMA incluyen técnicas de prevención de colisiones, detección de colisiones y resolución de colisiones.

## Variaciones del Protocolo
- CSMA/CD (Collision Detection)
- CSMA/CA (Collision Avoidance)
- CSMA-NP (no persistente): si el medio está libre transmite, si no, espera un tiempo aleatorio extremo. Este tiempo es distinto para dos estaciones lo que evitará las colisiones, pero esto deriva en una pérdida de tiempo al final de cada transmisión. Ventaja: Es más fácil de implementar. Inconveniente: introduce una mayor latencia.
- CSMA-P
- CSMA-pP(p-Persistente): Esta variación de CSMA, es el caso general en el que cada estación, si tiene el canal libre, transmite con probabilidad "p" y si detecta que existe alguien transmitiendo, espera un tiempo aleatorio con probabilidad "q=(1-p)". Escucha nuevamente el canal transmitiendo si está libre y si no espera hasta que se libere y repite el algoritmo. Con este método se pretende minimizar las colisiones y el tiempo en el que el canal está desocupado. La persistencia de este tipo requiere un canal ranurado. Para tráficos moderados se comporta peor que el 1-Persistente, pero en situaciones de congestión evita el efecto de cola de espera.
- CSMA- 1P (1-Persistente): escucha el canal y transmite tan pronto como éste esté libre (enfoque codicioso, “greedy approach”). Si está ocupado, continúa escuchando el medio hasta que lo encuentre libre. Los tiempos de propagación largos deben ser evitados, puesto que si no, aumenta la probabilidad de que varias estaciones intenten acceder al medio a la vez produciendo colisiones, al interpretar que el medio está libre, cuando de hecho ya ha sido ocupado por la trama de otra estación. El retardo impide que las demás se enteren a tiempo. Este protocolo se denomina CSMA 1−persistente porque hay una probabilidad 1 (es decir certeza) de que la trama se transmita cuando el canal esté libre.
- CSMA/BA (Collision Sense Multiple Access/Bitwise Arbitration): Si dos nodos están hablando al mismo tiempo, se les para y según la dirección se determina quien transmite primero.
- CSMA/CD 1-Persistente.